# Good bye, yesterday
Albums de Miz
Mizrock
(2006)
Good bye, yesterday est le 1er mini-album solo de Miz, sorti sous le label Victor Entertainment le 25 juillet 2007 au Japon. Il arrive 100e à l'Oricon et reste classé une semaine. Il sort au format CD et CD+DVD, sur le DVD on peut trouver le clip de Good bye, yesterday.

## Liste des titres
| 1. | Good bye, yesterday           | 4:05 |
| 2. | Beautiful Day                 | 2:44 |
| 3. | I                             | 4:27 |
| 4. | Small Town (スモール・タウン) | 3:39 |
| 5. | Aisaretakute (愛されたくて)   | 4:00 |
| 6. | Big Sky                       | 2:41 |

| 1. | Good bye, yesterday (vidéo-clip) |  |